# Пиньотти, Уго
Уго Пиньотти (итал. Ugo Pignotti, 19 ноября 1898 — 7 января 1989) — итальянский фехтовальщик на рапирах и саблях, олимпийский чемпион и чемпион мира.
Родился в 1898 году во Флоренции. Выступая в фехтовании на рапирах, в 1926 году завоевал бронзовую медаль Международного первенства в личном зачёте. В 1928 году на Олимпийских играх в Амстердаме завоевал золотую медаль в составе команды. В 1929 году стал в составе команды чемпионом Международного первенства, в 1930 году повторил этот результат. На Международном первенстве 1931 года завоевал две командные медали — золотую в фехтовании на рапирах, и серебряную в фехтовании на саблях. В 1932 году на Олимпийских играх в Лос-Анджелесе также стал обладателем двух командных серебряных медалей: в фехтовании на рапирах и в фехтовании на саблях.
В 1937 году Международная федерация фехтования провела первый официальный чемпионат мира по фехтованию, одновременно признав чемпионатами мира проходившие ранее Международные первенства.